# هانس جورجي
هانس جورجي (بالألمانية: Hanns Georgi)‏ هو رسام ألماني، ولد في 21 سبتمبر 1901 في درسدن في ألمانيا، وتوفي في 23 أكتوبر 1989 في Malschendorf ‏ في ألمانيا.